# Диего Фернандес де Кордова (1355—1435)

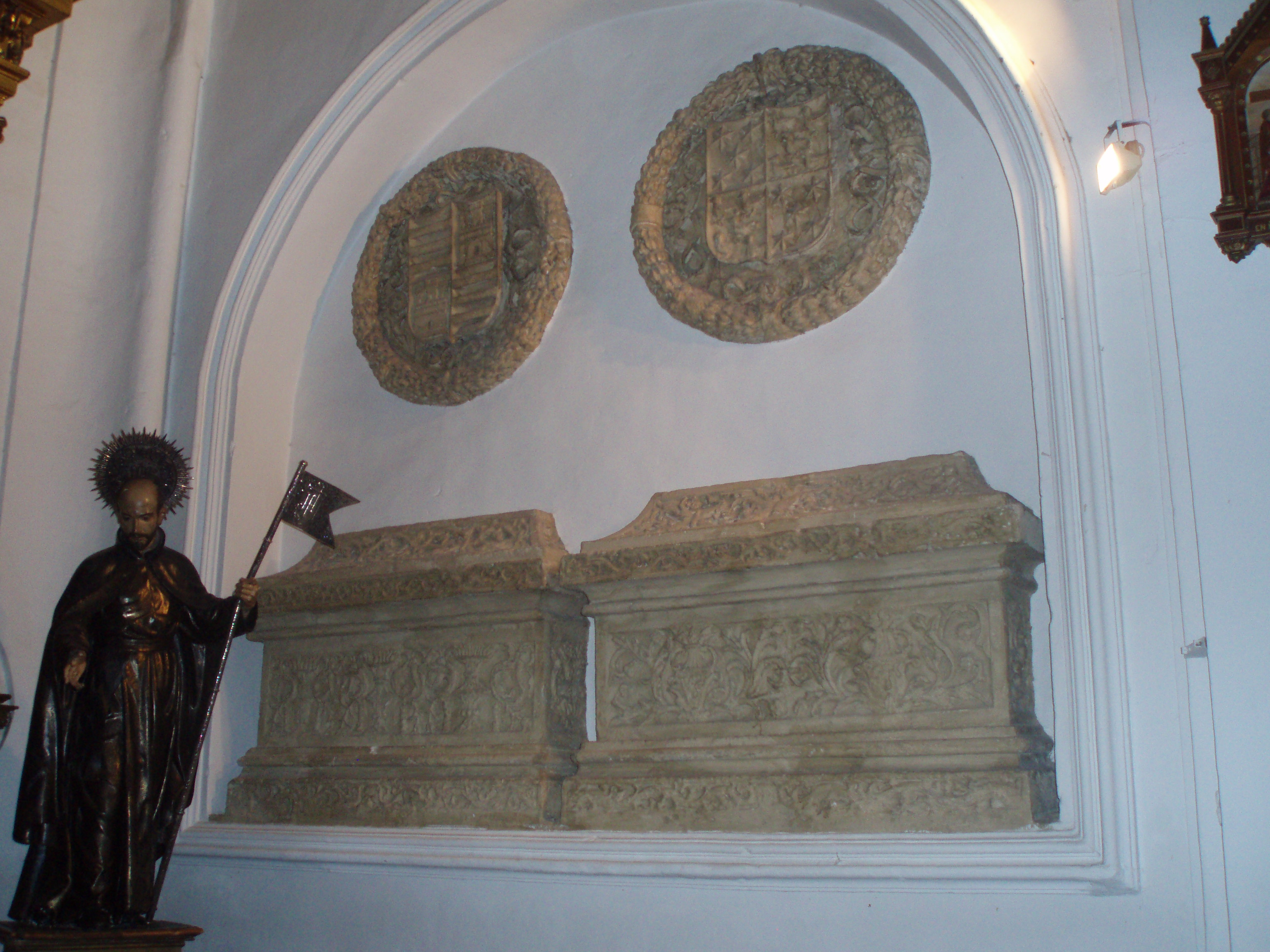
Гробница Диего Фернандеса де Кордова. Королевская коллегиальная церковь Сан-Иполито в Кордове

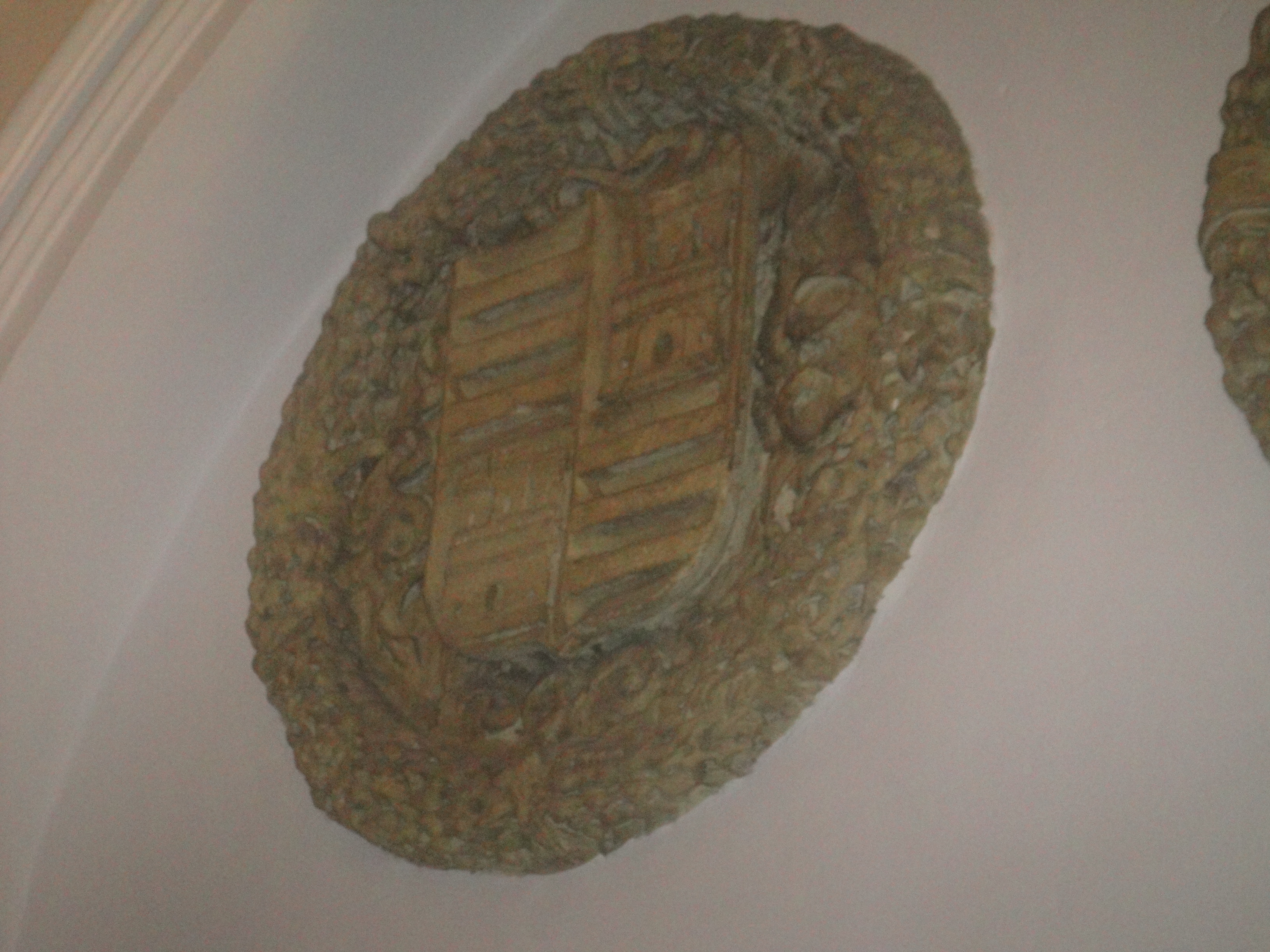
Герб Диего Фернандеса де Кордова-и-Каррильо в его часовне.

Диего Фернандес де Кордова-и-Каррильо (исп. Diego Fernández de Córdoba; 1355 — 15 ноября 1435) — кастильский дворянин, 1-й сеньор Баэны, первый маршал Кастилии, вассал королей Кастилии Хуана I, Энрике III и Хуана II.

## Семейное происхождение
Он был прямым потомком Фернана Нуньеса де Темеса (+ 1283), генеарха Дома де Кордова, и лидера и главного судебного пристава Севильи Доминго Муньоса, которые были с королем Фердинандом Святым в 1240 году во время завоевания Кордовы. Диего был третьим сыном Гонсало Фернандеса де Кордова-и-Бьедма (1330—1385), 1-го сеньора Агилара, 3-го сеньора Каньете-де-лас-Торрес, 1-го сеньора Приего, и старшего альгвасила Кордовы, и Марии Гарсиа Каррильо.

## Биография
Он был со своим отцом и братом Альфонсо Фернандесом де Кордова-и-Каррильо, 2-м сеньоромм Агиларом, в войне с Португалией, в осаде Лиссабона, в битве при Алжубарроте и в битве при Вальверде сражался 15 октября 1385 года, где кастильские войска потерпели поражение от констебля Нуну Альвареса Перейры в Вальверде-де-Мерида. Отец Диего был ранен и умер на следующий день.
4 мая 1386 года Хуан I Кастильский в награду за большие заслуги перед короной пожаловал ему город Баэна. Это пожалование было подтвержденно 15 июня 1401 года Энрике III Кастильским. Он также назначил его главным констеблем Кордовы (этот пост занимал его отец), а также маршалом Кастилии. Он также был наставником инфанта Хуана, позже Хуана II Кастильского.
В 1392 году он был полномочным послом при дворе Португалии. Он также участвовал в защите Алькаудете и в завоевании Антекеры в 1410 году вместе с инфантом Фердинандом, будущим Фердинандом I Арагонским. В хронике констебля Альваро де Луна записано, что маршал Диего, уже старый и сопровождаемый своим старшим сыном Хуаном Родригесом де Рохасом, был в 1431 году с королем Кастилии Хуаном II в битве против мавров у ворот Гранады.

## Браки и потомство
Диего Фернандес де Кордова женился на Санче Гарсиа де Рохас (ум. 1393), наследнице сеньора Посы из-за преждевременной смерти своего брата Лопе Санчеса де Рохаса, который умер, не оставив наследника. Она была дочерью Санчо Санчеса де Рохаса, сеньора Посы, и Хуаны Паломек. Ее одноименная тетя, Санча де Рохас, упоминает её в своем завещании от 30 октября 1385 года, называя ее Санчей Гарсией, дочерью ее брата Санчо и Хуаны, его жены.
2 марта 1393 года Санча передала власть своему мужу перед нотариусом Хуаном Диасом, так что он основал майорат из города Поса и имения Вильякиран для сына. Спустя годы, 17 января 1423 года, выполняя волю своей покойной жены, Диего основал два майората в Кордове. Первый, состоящий из поместий Поса, Вильякиран, Басконес и Ревенга, был в пользу старшего сына Хуана Родригеса де Рохаса и его законных потомков. Второй майорат был создан для второго сына Педро Фернандес де Кордова.
Детей от первого брака было:
- Хуан Родригес де Рохас (ум. до 1464), сеньор Поса, женившийся на Эльвире Манрике де Лара-и-Рохас, 2-й сеньоре Рекены. Эту сеньорию, которую некоторые авторы ошибочно отождествляют с Рекеной в провинции Валенсия, которую он унаследовал от его отца Гомеса Манрике де Лара, его матерью была Санча де Рохас-и-Гевара. Эльвира составила завещание 9 апреля 1464 года, в котором упомянула своего умершего мужа и своих детей: старший сын Диего унаследовал сеньорию Поса, а второй сын — сеньорию Рекена.
- Педро Фернандес де Кордова-и-Рохас (ум. 1435), главный судебный пристав Кордовы. Он умер в сентябре 1435 года, на два месяца раньше своего отца, составив завещание 18 числа того же месяца. Он женился на Хуане Фернандес де Кордова или де Монтемайор, дочери Мартина Алонсо Фернандеса де Кордова, 2-го сеньора Алькодете, и Терезы Мендес де Сотомайор. Его первенец, Диего Фернандес де Кордова-и-Монтемайор, сменил своего деда на посту 2-го сеньора Баэны.
- Санчо Санчес де Рохас (ум. 15 июня 1454), аббат Саласа, позже епископ Асторги и назначенный епископом Кордовы в 1440 году.
- Хуана де Кордова, упомянутая отцом в его завещании. 28 октября 1404 года его отец и Санчо Фернандес де Орталес, от имени и властью Хуана Уртадо де Мендосы, майордома короля Кастилии Энрике III, и его сын Иньиго Уртадо де Мендоса, сеньор Санта-Сесилии, для брак последнего с Хуаной де Кордова, дочерью маршала и его первой женой.
- Гонсало, Мария и Изабель, упомянутые их отцом в его завещании, умерли в детстве.

После 1393 года, когда он овдовел от своей первой жены, он женился на Инес де Айяла (+ 1453), старшей дочери Педро Суареса де Толедо и Хуаны Мелендес де Ороско, сеньоры Касаррубиос дель Монте. Они были родителями:
- Марина Фернандес де Кордова, родилась около 1394 года, стала женой Фадрике Энрикеса, 5-го адмирала Кастилии, будучи родителями Хуаны Энрикес, жены короля Арагона и Наварры Хуана II, родителей короля Фернандо Католика

Имел ребенка вне брака:
- Фернан Альфонсо де Кордова. Объявив себя сыном Диего, он вместе со своей женой, Майор Альфонсо де лас Роэлас, дочерью Альфонсо Диаса де Роэласа и Изабель Альфон, предоставил документ, указывающий на приданое своей дочери Марии Гарсии Каррильо за её брак с Педро Гонсалесом де Осес, сеньором Ла-Альбайды.

## Завещание
Диего Фернандес де Кордова предоставил два завещания, первое в 1423 году, а второе и последнее 8 марта 1427 года, по которым он основал майорат Баэна для своего второго сына Педро и майорат Поса для своего старшего сына Хуана Родригеса де Рохаса. Он упоминает своих родителей, свою первую жену Санчу, ныне покойную, свою вторую жену Инес, внучку Мари Гарсию, дочь Фернана Альфонсо, а также её мужа, всех своих детей, своих родственников Санчо Санчес де Рохас и Хуану Паломек и её брата Педро, ныне покойных.
Он попросил, чтобы его похоронили в его часовне в Сантьяго в Королевской коллегиальной церкви Сан-Иполито в Кордове вместе со своей первой женой, приказав сделать две арки для него и его покойной жены, которые были той же формы, что и те, что его тесть Педро Суарес де Толедо (+ 1385).